# U-441 (tàu ngầm Đức)
U-441 là một tàu ngầm tấn công  Lớp Type VII thuộc phân lớp Type VIIC được Hải quân Đức Quốc Xã chế tạo trong Chiến tranh Thế giới thứ hai. Nhập biên chế năm 1941, nó đã thực hiện được chín chuyến tuần tra, đánh chìm được một tàu buôn tải trọng 7.051 GRT, và từng được sử dụng như một tàu ngầm phòng không dưới tên gọi U-flak 1. Trong chuyến tuần tra cuối cùng, U-441 mất tích trong eo biển Manche từ ngày 8 tháng 6, 1944, có thể do máy bay ném bom Không quân Hoàng gia Anh đánh chìm vào ngày 8 hoặc ngày 30 tháng 6, 1944

## Thiết kế và chế tạo

### Thiết kế

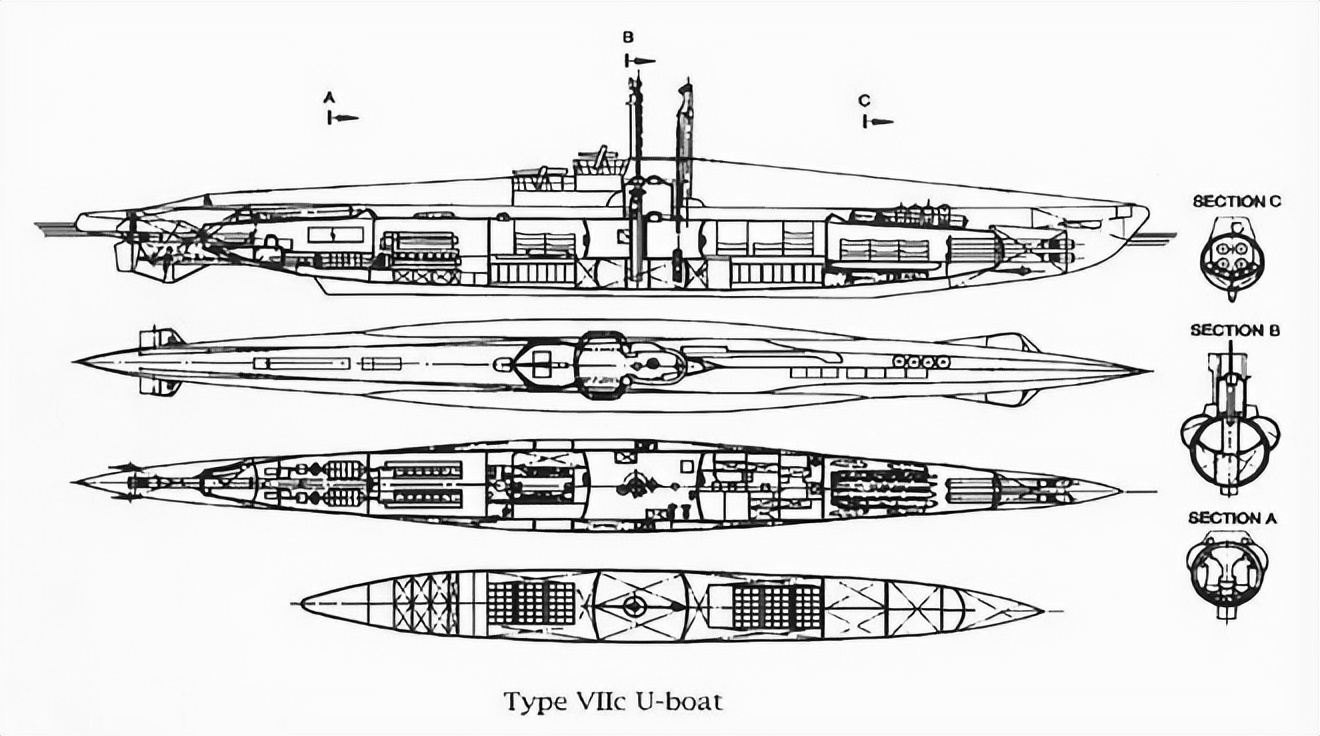
Sơ đồ các mặt cắt một tàu ngầm Type VIIC

Phân lớp VIIC của Tàu ngầm Type VII là một phiên bản VIIB được kéo dài thêm. Chúng có trọng lượng choán nước 769 t (757 tấn Anh) khi nổi và 871 t (857 tấn Anh) khi lặn). Con tàu có chiều dài chung 67,10 m (220 ft 2 in), lớp vỏ trong chịu áp lực dài 50,50 m (165 ft 8 in), mạn tàu rộng 6,20 m (20 ft 4 in), chiều cao 9,60 m (31 ft 6 in) và mớn nước 4,74 m (15 ft 7 in).
Chúng trang bị hai động cơ diesel Germaniawerft F46 siêu tăng áp 6-xy lanh 4 thì, tổng công suất 2.800–3.200 PS (2.100–2.400 kW; 2.800–3.200 bhp), dẫn động hai trục chân vịt đường kính 1,23 m (4,0 ft), cho phép đạt tốc độ tối đa 17,7 kn (32,8 km/h), và tầm hoạt động tối đa 8.500 nmi (15.700 km) khi đi tốc độ đường trường 10 kn (19 km/h). Khi đi ngầm dưới nước, chúng sử dụng hai động cơ/máy phát điện Garbe, Lahmeyer & Co. RP 137/c  tổng công suất 750 PS (550 kW; 740 shp). Tốc độ tối đa khi lặn là 7,6 kn (14,1 km/h), và tầm hoạt động 80 nmi (150 km) ở tốc độ 4 kn (7,4 km/h). Con tàu có khả năng lặn sâu đến 230 m (750 ft).
Vũ khí trang bị có năm ống phóng ngư lôi 53,3 cm (21 in), bao gồm bốn ống trước mũi và một ống phía đuôi, và mang theo tổng cộng 14 quả ngư lôi, hoặc tối đa 22 quả thủy lôi TMA, hoặc 33 quả TMB. Tàu ngầm Type VIIC bố trí một hải pháo 8,8 cm SK C/35 cùng một pháo phòng không 2 cm (0,79 in) trên boong tàu. Thủy thủ đoàn bao gồm 4 sĩ quan và 40-56 thủy thủ.

### Chế tạo
U-441 được đặt hàng vào ngày 5 tháng 1, 1940, và được đặt lườn tại xưởng tàu Schichau-Werke ở Danzig (nay là Gdańsk thuộc Ba Lan) vào ngày 15 tháng 10, 1940. Nó được hạ thủy vào ngày 13 tháng 12, 1941, và nhập biên chế cùng Hải quân Đức Quốc Xã vào ngày 21 tháng 2, 1942 dưới quyền chỉ huy của Hạm trưởng, Đại úy Hải quân Klaus Hartmann.

## Lịch sử hoạt động

### 1942
Sau khi hoàn tất việc huấn luyện trong thành phần Chi hạm đội U-boat 5, U-441 được điều sang Chi hạm đội U-boat 1 từ ngày 1 tháng 10, 1942 để hoạt động trên tuyến đầu cho đến khi nó bị mất tích.

#### Chuyến tuần tra thứ nhất
U-441 xuất phát từ cảng Kiel, Đức vào ngày 17 tháng 9, 1942 cho chuyến tuần tra đầu tiên trong chiến tranh. Nó tiến ra Bắc Hải để hoạt động trong biển Na Uy về phía Đông Iceland trước khi ghé đến cảng Trondheim, Na Uy vào ngày 27 tháng 9.Chiếc tàu ngầm tiếp tục chuyến tuần tra khi rời Trondheim vào ngày 1 tháng 10, rồi băng qua khe GI-UK giữa quần đảo Faroe và Iceland để vòng qua quần đảo Anh và hoạt động tại khu vực Trung tâm Bắc Đại Tây Dương. Nó kết thúc chuyến tuần tra khi đi đến cảng Brest bên bờ Đại Tây Dương của Pháp đã bị Đức chiếm đóng, đến nơi vào ngày 7 tháng 11. Brest trở thành căn cứ hoạt động chính của chiếc tàu ngầm cho đến khi nó bị mất.

#### Chuyến tuần tra thứ hai
Lên đường từ Brest vào ngày 7 tháng 12 cho chuyến tuần tra thứ hai, U-441 hoạt động tại vùng biển giữa Bắc Đại Tây Dương về phía Tây Nam Ireland. Vào ngày 27 tháng 12, nó phóng ngư lôi tấn công chiếc Soekaboemi 7.051 GRT ở vị trí về phía Đông Bắc quần đảo Azores. Chiếc tàu buôn Hà Lan trong thành phần Đoàn tàu ON-154 trước đó vài giờ đã bị hư hại do trúng ngư lôi phóng từ tàu ngầm U-356, nên bị thủy thủ đoàn bỏ lại và bị U-441 đánh chìm tại tọa độ 47°25′B 25°20′T / 47,417°B 25,333°T. Chiếc U-boat quay trở về Brest vào ngày 22 tháng 1, 1943.

### 1943

#### Chuyến tuần tra thứ ba
U-441 có chuyến tuần tra tiếp theo từ ngày 27 tháng 2 đến ngày 11 tháng 4, và đã hoạt động tại vùng biển giữa Bắc Đại Tây Dương về phía Tây Ireland (Khu vực Tiếp cận phía Tây). Vào ngày 20 tháng 3, nó bị một thủy phi cơ Short Sunderland tấn công, nhưng chỉ bị hư hại nhẹ.
Nhằm đối phó lại nguy cơ bị máy bay Đồng Minh không kích ngày càng cao, trong tháng 4 và tháng 5, U-441 được cải biến thành một trong số bốn tàu ngầm U-flak. Chúng được thiết kế để hộ tống trên mặt biển các tàu U-boat từ các căn cứ dọc bờ Đại Tây Dương của Pháp, nên được tăng cường đáng kể vũ khí phòng không. U-441 được tăng cường hai khẩu Flakvierling 20 mm bốn nòng và một khẩu 3,7 cm Flak M42 cùng một số súng máy MG 42. U-441 được đổi tên thành U-flak 1, và để vận hành vũ khí được bổ sung, tổng số thủy thủ đoàn cũng tăng thêm từ 44-48 người lên 67 người.

#### Chuyến tuần tra thứ tư
Do Đại úy Klaus Hartmann mắc bệnh, U-flak 1 đặt dưới quyền chỉ huy tạm thời bởi Đại úy Hải quân Götz von Hartmann, nguyên hạm trưởng U-563, khi nó xuất phát từ Brest vào ngày 22 tháng 5 cho chuyến tuần tra thứ tư. Lúc 20 giờ 50 phút ngày 24 tháng 5, nó bị một thủy phi cơ Sunderland thuộc Liên đội 228 Không quân Hoàng gia Anh (RAF) tấn công trong vịnh Biscay. Trước khi bị hỏa lực phòng không của chiếc tàu ngầm bắn rơi, chiếc Sunderland kịp thả năm quả mìn sâu tấn công, khiến một thủy thủ bị thương và U-flak 1 chịu hư hại đến mức nó phải quay trở về căn cứ vào ngày hôm sau.

#### Chuyến tuần tra thứ năm
Chuyến tuần tra tiếp theo như một tàu U-flak bắt đầu vào ngày 8 tháng 7. Đến ngày 12 tháng 7, nó bị ba máy bay tiêm kích Bristol Beaufighter thuộc Liên đội 248 RAF tấn công, khiến mười thủy thủ tử trận và 13 người khác bị thương bao gồm toàn bộ sĩ quan. Bác sĩ quân y Paul Pfaffinger phải nắm quyền chỉ huy và đưa chiếc tàu ngầm quay trở lại Brest an toàn. Đến lúc này sáng kiến U-flak được xem là một thất bại, nên U-flak 1 được cải biến trở lại cấu hình ban đầu và lấy lại cái tên U-441.

#### Chuyến tuần tra thứ sáu
Sau khi Đại úy Klaus Hartmann quay trở lại nắm quyền chỉ huy U-441, chiếc tàu ngầm có chuyến tuần tra thứ sáu để hoạt động về phía Đông vịnh Biscay từ ngày 17 tháng 10 đến ngày 8 tháng 11.

### 1943

#### Chuyến tuần tra thứ bảy và thứ tám
Chuyến tuần tra thứ bảy kéo dài từ ngày 18 tháng 1 đến ngày 14 tháng 3, và U-441 đã hoạt động trong Bắc Đại Tây Dương tại Khu vực Tiếp cận phía Tây. Chiếc tàu ngầm bị một máy bay đối phương không rõ nhận dạng tấn công vào ngày 2 tháng 3, nhưng nó đã không bị hư hại.
U-441 lại có chuyến tuần tra tiếp theo từ ngày 20 đến ngày 27 tháng 5 để hoạt động ngoài khơi căn cứ Brest.

#### Chuyến tuần tra thứ chín – Bị mất
U-441 xuất phát từ Brest lần sau cùng vào ngày 6 tháng 6, 1944, đúng ngày lực lượng Đồng Minh đổ bộ lên Normandy, và hướng đến khu vực eo biển Manche nhằm tìm cách ngăn chặn cuộc đổ bộ này. Tai đây vào ngày 7 tháng 6, nó tham gia vào hoạt động vốn đã bắn rơi một máy bay ném bom Vickers Wellington thuộc Liên đội 407 Không quân Hoàng gia Canada, cho dù các tàu ngầm U-413 hay U-740 có thể đã bắn rơi máy bay này.
U-441 mất liên lạc vô tuyến với căn cứ từ ngày 8 tháng 6, và được cho là đã mất với tổn thất toàn bộ 51 thành viên thủy thủ đoàn trên tàu mà không rõ nguyên nhân. Có thể nó là một trong hai tàu U-boat bị đánh chìm vào ngày 8 tháng 6 do trúng mìn sâu thả từ một máy bay ném bom B-24 Liberator thuộc Liên đội 224 Không quân Hoàng gia Anh (RAF). Nguồn khác cho rằng nó bị đánh chìm bởi một máy bay ném bom Vickers Wellington thuộc Liên đội Ném bom Ba Lan 304 vào ngày 18 tháng 6, tại tọa độ khoảng 49°03′B 04°48′T / 49,05°B 4,8°T. Một giả thuyết sau cùng cho rằng U-441 bị đánh chìm vào ngày 30 tháng 6 ở vị trí khoảng 30 nmi (56 km) ngoài khơi Ushant, tại tọa độ khoảng 48°27′B 05°47′T / 48,45°B 5,783°T, bởi mìn sâu thả từ một chiếc B-24 Liberator thuộc Liên đội 224 RAF, phối hợp với các tàu frigate HMS Essington, HMS Duckworth, HMS Domett và HMS Cooke.

### "Bầy sói" tham gia
U-441 từng tham gia mười ba bầy sói:
- Panther (10 – 16 tháng 10, 1942)
- Puma (16 – 29 tháng 10, 1942)
- Spitz (22 – 28 tháng 12, 1942)
- Falke (28 tháng 12, 1942 – 14 tháng 1, 1943)
- Neuland (6 – 13 tháng 3, 1943)
- Dränger (14 – 20 tháng 3, 1943)
- Seewolf (21 – 28 tháng 3, 1943)
- Schill (25 – 31 tháng 10, 1943)
- Hinein (26 tháng 1 – 3 tháng 2, 1944)
- Igel 1 (3 – 17 tháng 2, 1944)
- Hai 1 (17 – 22 tháng 2, 1944)
- Preussen (22 tháng 2 – 1 tháng 3, 1944)
- Dragoner (21 – 28 tháng 5, 1944)

### Tóm tắt chiến công
U-441 đã đánh chìm được một tàu buôn tải trọng 7.051 GRT :
| Ngày              | Tên tàu    | Quốc tịch   | Tải trọng | Số phận      |
| ----------------- | ---------- | ----------- | --------- | ------------ |
| 27 tháng 12, 1942 | Soekaboemi | Netherlands | 7.051     | Bị đánh chìm |